# Телелим Василь Максимович
Василь Максимович Телелим (19 квітня 1950) — український військовик та науковець. Заслужений діяч науки і техніки України. Доктор військових наук. Професор. Генерал-лейтенант. Лауреат Державної премії України в галузі науки і техніки. Колишній начальник Національний університет оборони України імені Івана Черняховського.

## Біографія
Народився 19 квітня 1950 року у селі Зеленянка Крижопільського району на Вінниччині. У 1970 році закінчив Одеське артилерійське училище. Військова артилерійська академія ім. Калініна; ад'юнктура там же (1983-86); Військова академія Ґенерального штабу ЗС СРСР (1993).
З 1970 року командир взводу Групи радянських військ у Німеччині.
У 1971–1974 рр. — проходив службу на посаді командира реактивної артилерійської батареї.
У 1974–1975 рр. — начальник штабу — заступник командира окремого реактивного дивізіону.
У 1975–1978 рр. — проходив навчання у Військовій артилерійській академії імені Калініна, по закінченні якої здобув військову освіту оперативно-тактичного рівня.
У 1978–1980 рр. — командир окремого реактивного артилерійського дивізіону Середньоазіатського військового округу.
У 1980–1982 рр. — начальник штабу — заступник командира артилерійської бригади.
У 1982–1983 рр. — командир реактивної артилерійської бригади.
У 1983–1986 рр. — навчався в ад'юнктурі Військової артилерійської академії імені Калініна.
У 1986–1991 рр. — проходив військову службу на посадах викладача та старшого викладача кафедри Військової артилерійської академії імені Калініна.
У 1991–1993 рр. —проходив навчання у Військовій академії Генерального Штабу Збройних Сил СРСР, по закінченні якої здобув військову освіту оперативно-стратегічного рівня.
У 1993–1997 рр. — начальник кафедри академії Збройних Сил України.
У 1997–2001 рр. — начальник Центрального науково-дослідного інституту Збройних Сил України.
У 2001–2005 рр. — обіймав посаду заступника начальника Національної академії оборони України з наукової роботи.
22 березня 2005 року звільнений з військової служби в запас.
З 2005 по 2010 роки обіймав посаду професора кафедри стратегії національної безпеки та оборони Національної академії оборони України, Національного університету оборони України.
З вересня 2010 року т.в.о. начальника, а з січня 2011 року в.о. начальника Національного університету оборони України імені Івана Черняховського.

## Наукові праці
Має близько 300 наукових і науково-методичних праць та публікацій у галузі застосування ракетних військ та артилерії Збройних Сил.